# W63H
Woooケータイ W63H（うーけーたい だぶりゅろくさんえいち）は、日立製作所（カシオ日立モバイルコミュニケーションズ）が日本国内向けに開発した、auブランドを展開するKDDI および沖縄セルラー電話のCDMA 1X WINの携帯電話である。

## 特徴
3代目となるWoooケータイであり、先代のW62Hで採用したダブルオープン式ではなく初代のW53Hで採用した回転2軸型の折りたたみ式を採用。デザインもW53Hに近いものとなっている。
携帯電話ではEXILIMケータイ W63CAとともに、世界初となる3.1インチワイドVGA有機ELディスプレイ（ただし、Visual WVGAとして）を採用し「プレミアム画質」となっている。ディスプレイが高解像度でより大きくなったため、EZwebやPCサイトビューアー使用時を除き、高精細な文字や画像が表示できる。
映像エンジン「Picture Master for Mobile」やワンセグ映像を30fpsに変換する「なめらかモード」を搭載。ワンセグアンテナは内蔵アンテナではなく、Woooケータイでは初めてかつW52H以来のホイップアンテナとなっている。
メインカメラは大幅に画素数が上がり、500万画素のものになった。W52H以来となるオートフォーカスも搭載している。
また、日立製の携帯電話としては初めて国際ローミングであるグローバルパスポートCDMAに対応している。
これだけの機能を搭載しながら、W53Hよりも更なる軽量化を実現している。
ちなみに、基本構造はW63CAと共通であり、電池パックも同機種と共通である。
サファイアブラックには、同社製の端末ではおなじみのマジョーラ塗装が使われている。

## 沿革
- 2008年9月17日 - JATE（電気通信端末機器審査協会）通過（認定日:2008年8月29日、認定番号:AD08-0374001）
- 2008年10月27日 - KDDIより発表。
- 2008年11月28日 - 北海道、北陸、四国、沖縄地区にて発売。
- 2008年11月29日 - 上記以外の残りの地区にて発売。

## 対応サービス
| 主な対応サービス                                       | 主な対応サービス                 | 主な対応サービス                                             | 主な対応サービス                |
| ------------------------------------------------------ | -------------------------------- | ------------------------------------------------------------ | ------------------------------- |
| au LISTEN MOBILE SERVICE                               | LISMOビデオクリップ              | LISMO Video                                                  | EZ着うたフル EZ着うたフルプラス |
| au BOX                                                 | ワイヤレスミュージック           | au Smart Sports Run & Walk Karada Manager カロリーカウンター | EZナビウォーク 3D・声de入力対応 |
| EZ助手席ナビ                                           | 安心ナビ                         | 災害時ナビ                                                   | ナカチェン                      |
| EZアプリ FullGame! Bluetooth対戦                       | EZアプリ(BREW)                   | オープンアプリプレイヤー                                     | PCサイトビューアー              |
| EZケータイアレンジ アレンジメニュー                    | au oneガジェット                 | じぶん銀行アプリ                                             | EZ・FM                          |
| EZチャンネル EZチャンネルプラス EZニュースフラッシュ   | Touch Message                    | EZFeliCa                                                     | ケータイ de PCメール            |
| デコレーションメール 絵しゃべりメール ラッピングメール | デコレーションアニメ             | au one メール                                                | 緊急通報位置通知                |
| ワンセグ                                               | グローバルパスポート (CDMA・GSM) | 赤外線通信 (irSimple)                                        | Bluetooth                       |

## 不具合
2008年11月28日に以下の不具合の修正がケータイアップデートにより行われた。
- アラームやスケジュール、タスクリスト等が設定時刻に起動しない場合がある

2009年2月18日に以下の不具合の修正がケータイアップデートにより行われた。
- データフォルダのデータが参照できず、読み込みに失敗する場合がある
- 複数のEZアプリ (BREW) を起動した状態で、EZweb上で文字入力を行うと電源のリセットやキー操作を受付けない状態になる場合がある

2009年7月2日に以下の不具合の修正がケータイアップデートにより行われた。
- SSLサイトで大きなファイルアップロードを行うと時々接続が切断される場合がある
- EZweb利用中に電源のリセットやキー操作を受付けない状態になる場合がある
- アラームが鳴動しない場合がある
- ムービー撮影後、キー操作を受付けない状態になる場合がある

2009年8月25日に8月5日より停止していたケータイアップデートを以下の不具合を修正し再開。 
- 7月2日にリリースした「ケータイアップデート」を実施するとダウンロード予約機能に一部不具合が発生する